# Kelli McCarty
Kelli McCarty, född 6 september 1969 i Liberal i Kansas, är en amerikansk skådespelare, fotomodell och fotograf som vann Miss USA-tävlingen år 1991. Hon är känd för att ha medverkat i såpoperan Passions och i porrfilmen Faithless.